# Maratonsko plavanje
Maratonsko plavanje ali plavanje na zelo dolge razdalje je šport, ki se običajno izvaja na odprtih vodah in razdalje so dosti daljše kot pri bazenskem plavanju. Kdaj se sicer izvaja tudi v bazenih, npr. Grant Robinson in Kelly Driffield sta v 24 urah preplavala okrog 100 km v 50 metrskem bazenu.
Eden najbolj znanih in uspešnih ultramaratoncev je Martin Strel, ki je preplaval Amazonko, Modro reko (Jangce Kiang), Mississippi, Donavo, Rokavski preliv in precej drugih